# Fagor Industrial
Fagor Industrial, S. Coop. es una empresa industrial internacional cuya sede principal se halla en la localidad de Oñate, País Vasco (España). Fagor está dedicada a la fabricación de aparatos de cocción, de lavado de vajilla, lavandería y frío comercial, destinados a usuarios colectivos: hoteles, restaurantes, cuarteles, hospitales, fábricas, universidades, empresas de cáterin. 

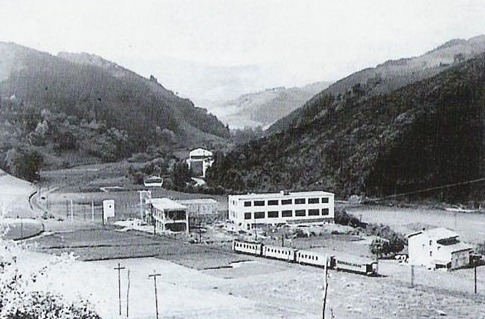
Primera cooperativa Ulgor, en el barrio de San Andrés de Mondragón.

Fagor nace en 1956 en la localidad guipuzcoana de Mondragón, gracias al empuje y la visión a futuro del sacerdote Don José María Arizmendiarrieta. Inicialmente fue un pequeño taller de 24 socios trabajadores dedicados a la fabricación de hornillos y estufas a petróleo.
Fue en el año 1955 cuando Luis Usatorre, Jesús Larrañaga, Alfonso Gorroñogoitia González, José María Ormaetxea y Javier Ortubay, compraron un taller autorizado para “construir aparatos de uso doméstico”. De esta forma, decidieron llamar a la empresa “Talleres ULGOR”, acróstico formado por la primera letra de los apellidos de los fundadores.
De “ULGOR”, desde 1990 denominado Fagor Electrodomésticos, fueron derivándose actividades y productos relacionados con el sector de los electrodomésticos, de los componentes electrónicos y electromecánicos, de la fundición y bienes de equipo e Ingeniería de Producción, dando lugar con el tiempo a lo que hoy es el Grupo Fagor.
Fagor Industrial nace en 1960, cuando en un pequeño departamento de “ULGOR” surgió la necesidad de construir cocinas industriales para el sector de la hostelería. En los cinco años siguientes la actividad se amplió a la fabricación de freidoras y marmitas. Su trayectoria como cooperativa comienza tras su inscripción en el Registro General de Cooperativas en el año 1973.
Hoy en día, la evolución de la marca a de Fagor Industrial a Fagor Professional ha 
supuesto un antes y un después en la manera de presentarse al mundo. Se trata de una empresa cercana y humana que tiene como eje satisfacer las necesidades de sus usuarios y clientes.
Aunque su sede central se sitúa en Oñate, se trata de una marca que desde hace años se ha internacionalizado por todo el mundo, contando con 35 delegaciones propias y 7 plantas productivas. Además, es la casa matriz de ONNERA Group, el grupo empresarial líder en España en equipamiento de restauración, hostelería y aplicaciones de frío, el sexto en Europa y el décimo a nivel mundial. Este agrupa las marcas Fagor Professional, Edenox, Asber, Efficold, Danube, Domus y Primer, líderes en diferentes sectores, mercados y países. Asimismo, cuenta con ONNERA Contract como proveedor integral para proyectos de restauración y cocinas profesionales. Un grupo global que comercializa sus productos en los cinco continentes. 
Por último, hay que comentar que Fagor Professional también pertenece a la Corporación Mondragón, séptimo grupo empresarial español y el mayor grupo cooperativo del mundo. Está formado por un conjunto de cooperativas autónomas y jurídicamente independientes unidas por una serie de mecanismos de solidaridad que apoyan la innovación, la internacionalización y el desarrollo de nuevas actividades. Se configura en cuatro áreas: Finanzas, Industria, Distribución y Conocimiento.
En MONDRAGON son más de 250 entidades (de las que 95 son cooperativas) en las que trabajan 79.931 personas.